# کریانتی
کِریانتی (به لاتین: Kiryonti) یک منطقهٔ مسکونی در تاجیکستان است که در ولایت سغد واقع شده‌است.

## خصوصیات
کیریونتی ۱۰۷ نفر جمعیت دارد و ۲٬۵۵۹ متر بالاتر از سطح دریا واقع شده‌است.